# Cambil
Cambil é um município da Espanha na província de Jaén, comunidade autónoma da Andaluzia, de área 14,4 km² com população de 2089 habitantes (2007) e densidade populacional de 21,02 hab./km².

## Demografia
| Variação demográfica do município entre 1991 e 2004 | Variação demográfica do município entre 1991 e 2004 | Variação demográfica do município entre 1991 e 2004 | Variação demográfica do município entre 1991 e 2004 |
| --------------------------------------------------- | --------------------------------------------------- | --------------------------------------------------- | --------------------------------------------------- |
| 1991                                                | 1996                                                | 2001                                                | 2004                                                |
| 3536                                                | 3297                                                | 2979                                                | 3034                                                |